# Silvia Monti
Silvia Monti; właściwie Silvia Cornacchia (ur. 23 stycznia 1946 w Wenecji) – włoska aktorka.
Aktorka znana głównie z roli pięknej Sofii, siostry włoskiego mafiosa Frankiego Scannapieco (w tej roli Eli Wallach) w popularnej komedii Gérarda Oury Mózg (1969). Z tego filmu pochodzi scena w której Silvia Monti, ubrana w bikini zeskakuje na linie z balkonu przy dźwiękach wykonywanej przez Caterinę Caselli piosenki pt. Cento Giorni.
Później zagrała m.in. w kilku filmach z nurtu giallo i filmie przygodowym Czarny pirat (1971) z udziałem Terence’a Hilla i Buda Spencera.
Pomimo aktorskich sukcesów, w 1974 roku niespodziewanie zrezygnowała z filmowej kariery. Od tego czasu nie pojawiła się na ekranie.
Od 1997 jest żoną włoskiego przedsiębiorcy Carlo De Benedettiego (ur. 1934). Z pierwszego małżeństwa, zakończonego rozwodem w 1994, ma dwóch synów. Na stałe mieszka w Lugano, w Szwajcarii.

## Filmografia
- Fräulein Doktor (1969) jako Margarita
- Miłosny krąg (1969) jako aktorka na konferencji prasowej
- Mózg (1969) jako Sofia Scannapieco, siostra Frankiego
- Czarny pirat (1971) jako Isabel
- Piąty sznur (1971) jako Helene
- Jaszczurka w kobiecej skórze (1971) jako Deborah
- Lady Caroline Lamb (1972) jako panna Millbanke
- Sycylijskie połączenie (1972) jako Claudia
- To ja! (1973) jako Jacqueline
- Bezwzględna ręka prawa (1973) jako Linda De Carmine
- Handlarz bronią (1974) jako Silvia, żona Pietro